# Grad Gornji in Spodnji Ahten (Attems)
Grad Gornji in Spodnji Ahten (Attems) ali Grad Attimis sta bila gradova pri Ahtenu, Furlanija, v severni Italiji. Do ostankov gradov pridemo po cesti iz Ahtena proti zaselku Porčinj.
Zgornji grad izvira iz visokega srednjega veka; spodnji grad pa iz 13. stoletja.  Ruševine ali ostanki gradov Gornji in Spodnji grad Ahten (Attimis ali Attems) se nahajajo na hribu imenovanem Grajska gora (Monte dei Castelli) nad naseljem Ahten v Furlaniji v Italiji. Gradova oziroma Grajska gora dominira nad dolino, ki se odpira na Furlanijo.  Nastanek gornjega gradu sega verjetno v rimsko poznoantično obdobje. Oba gradova naj bi zgradila ista družina, ki naj bi bila prednik rodbine grofov Attemsov.

## Zgodovina
Zgornji grad je stal na nadmorski višini 374 m. Danes je v veliki meri obnovljen: obodni zid je bil ovalne oblike, peterokotni stolpasti palacij (brez vhodnih vrat), struktura palacija in temeljev zahodnega stolpa. Na poti, ki vodi do gradu, so opazni ostanki stražnega stolpa.
Spodnji grad je na nadmorski višini 352 m in je ostalo od njega ohranjena le ruševina glavnega stolpa  in sledi drugih grajskih prostorov. Pred grajski zidovi se je raztezal grajski jarek. V posnih dokumentih se kot začetek gradnje gradu (imenovanega castelnuovo) omenja leto 1260.  
Gornji grad Ahten (Attems) je bil prvič omenjen leta 1106: "castrum jacet [...] ad locum qui dicitur Attems", kot Gornji grad, ki je pripadal najprej grofom iz Moosburga, nato pa salzburškemu škofu Bertoldu, ki ga je nato dal svoji nečakinji Matildi in Konradu grofu iz Toskane. Konradov sin  Ulrik (Voldarico), grof Toskanski ali Ulrik Ahtenski (Attemski) je leta 1170 grad s sosednjim Partistagnom podaril oglejskemu patriarhu Ulriku II. Trebinjskemu. On ga podeli kot fevd zvestima vazaloma Arponu in Henriku, ustanoviteljema dveh vej Attemsov. Med letoma 1250 in 1260 je bil zgrajen spodnji grad. Leta 1275 ga je patriarh Raimondo della Torre podelil v fevd Hartnidu Attemskemu, ki ga je leta 1294 porušil. Leta 1377 so Attemsi ponovno lastniki obeh očitno rekonstruiranih gradov. Leta 1420 sta bila oba gradova predana Beneški republiki. Po letu 1485 sta bili obe utrdbi opuščeni, morda uničeni tudi zaradi vdorov Uskokov. Dokončno je gradova uničil potres leta 1511. Danes domačini ostanke zgornjega gradu imenujejo "mali grad". Ostanki starodavnega stolpa pa ostajajo spomin na spodnji grad. Še leta 1970 je bil lastnik ruševin domnevni naslednik Attemsov pl. Victor Attems-Gilleis.

## Omembe gradov v zgodovinskih listinah
Zgornji grad 
1107: Moosburški grof, Salzburški škof, je posest podaril svoji nečakinji.
1170: Ulrik (Voldarico) Attemski (markiz iz Toskane) daje gospostvo v fevd patriarhu
1295: Posest poseduje patriarh Raimondo della Torre, ki vidi, da fevdalni lastniki Attemsi podpirajo Gerarda da Camina, ki je patriarhov sovražnik.
1387: Videmčani nudijo bombardo za obrambo spodnjega gradu.
 Spodnji grad
1275: Dokončana gradnja in naložba Hartnida Attemskega.
1296: V lasti Duringa in Petra Attemskega.
1295: V posedovanju patriarha Raimondo della Torre, ko ga podpirajo fevdalni gospodje Attemsa. Gerardo da Camino je njegov sovražnik.
1511: Grajsko poslopje uniči potres.